# Comelico Superiore

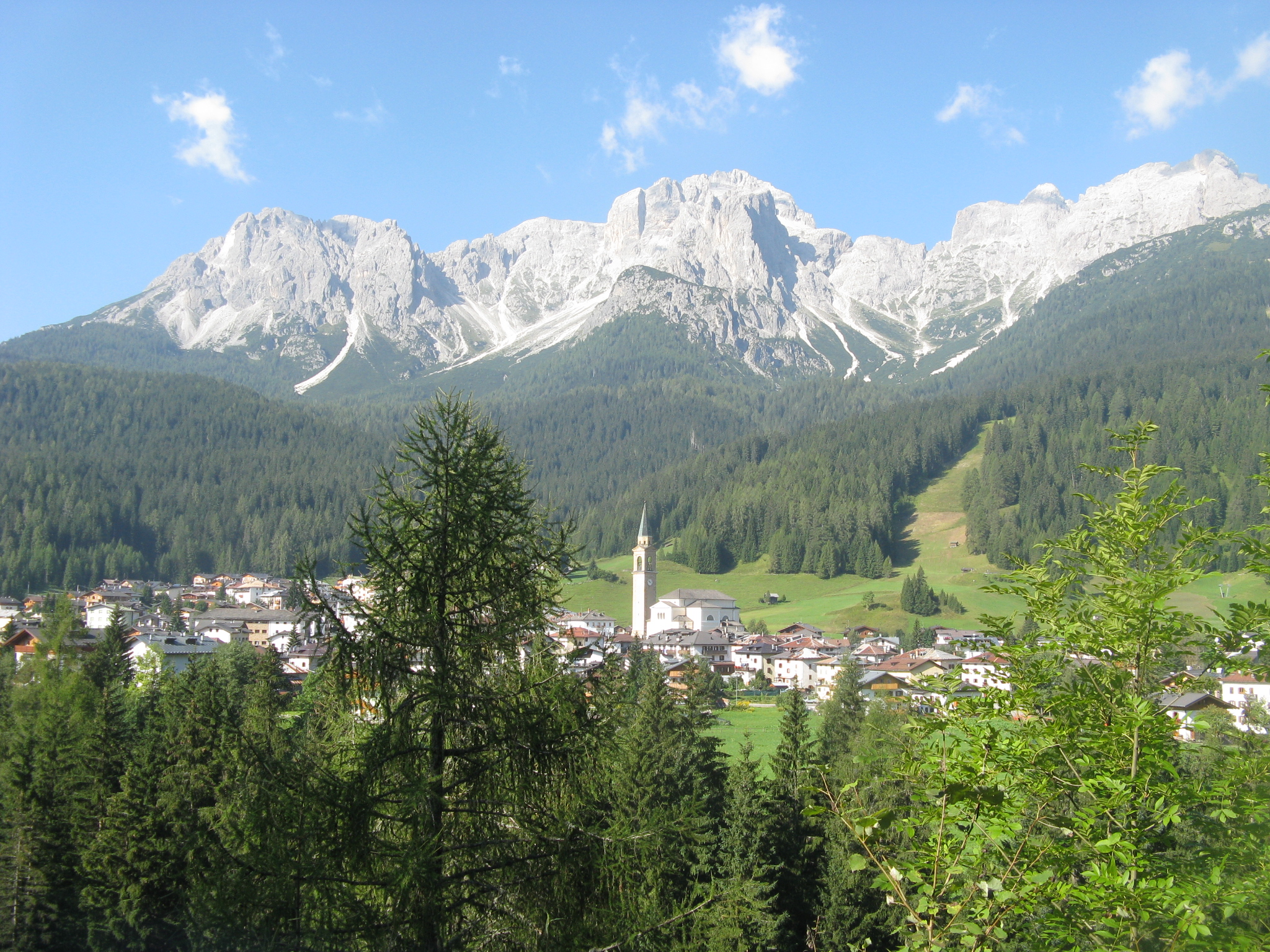
Padola mit Popera-Gruppe

Comelico Superiore (ladinisch Cumelgu d Sora) ist die nördlichste Gemeinde der Provinz Belluno, Region Venetien / Italien. Sie ist eine der 39 Gemeinden der Provinz mit ladinischer Minderheit.

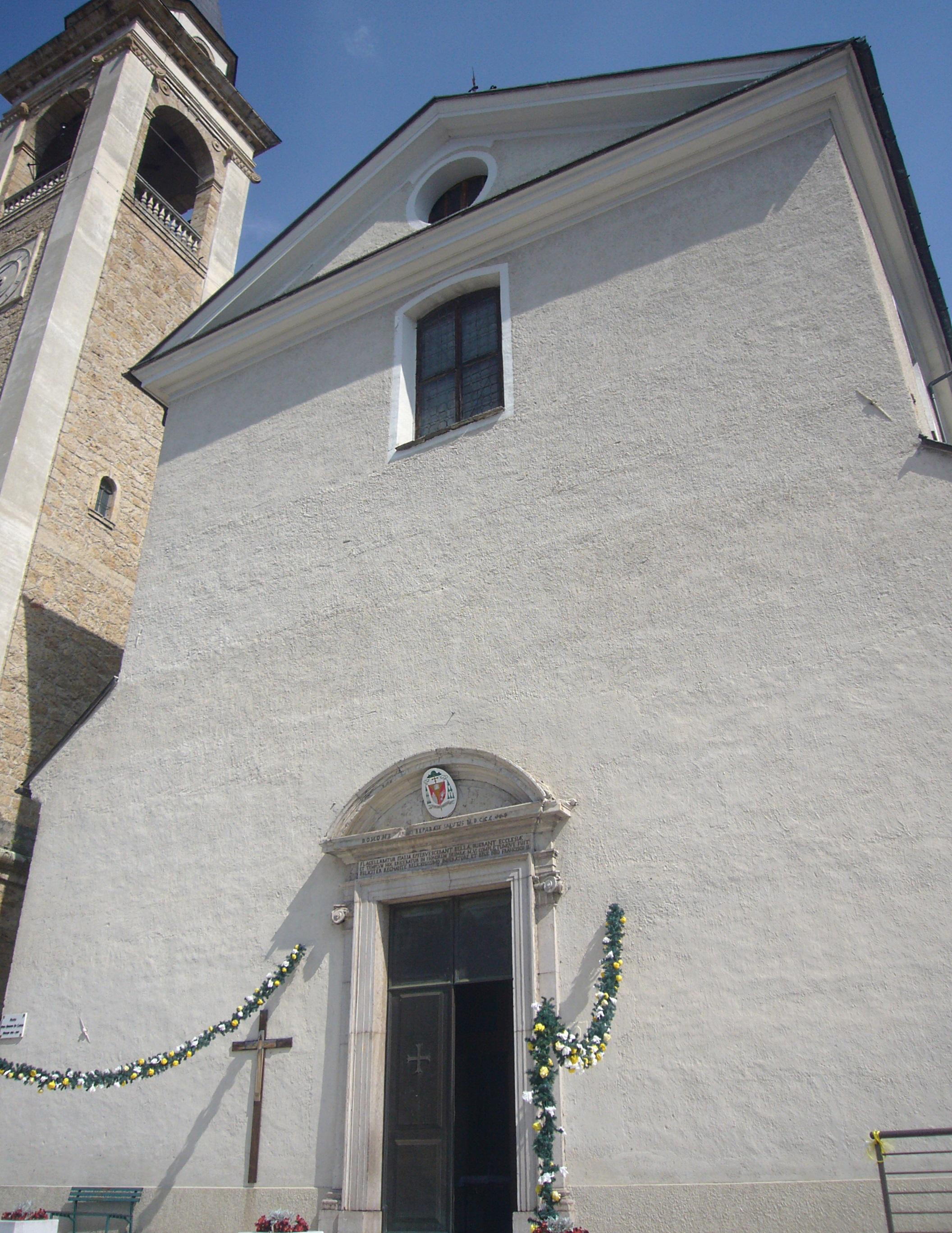
Pfarrkirche Candide

## Geografie, Landschaft und Kultur

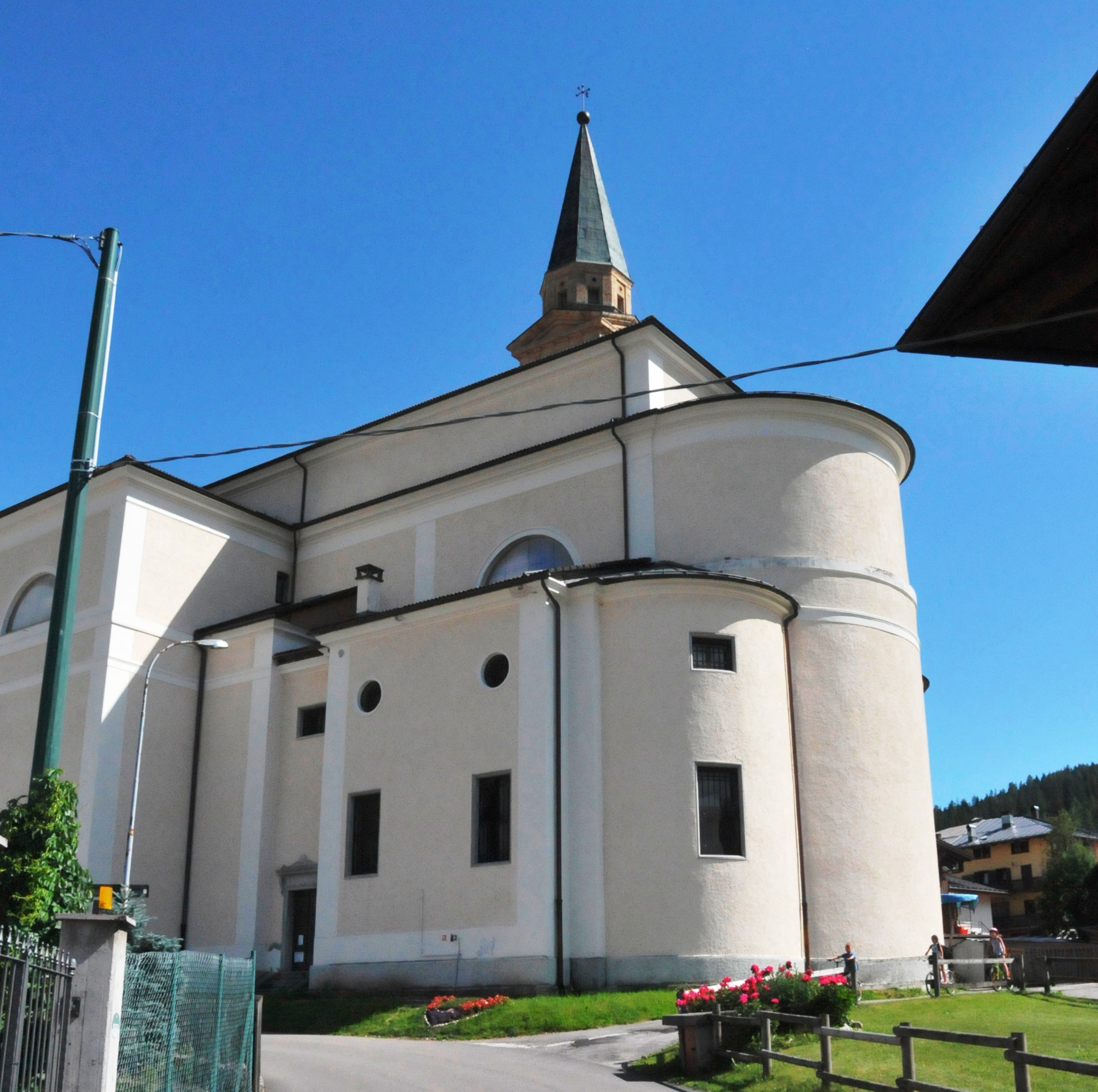
Kirche San Luca in Padola

Die Gemeinde liegt, umgeben von Almwiesen und Nadelwäldern, im Tal des Padola-Bachs (torrente Padola) in den Dolomiten und wird im Westen vom Felsmassiv der Popera-Gruppe begrenzt. Geografisch und historisch gehört sie im weiteren Sinne zum Cadore, im engeren Sinne zusammen mit den Nachbargemeinden Santo Stefano di Cadore, San Nicolò di Comelico, Danta di Cadore und San Pietro di Cadore zum Val Comelico, ein sowohl für den Sommer- als auch für den Wintertourismus beliebtes Gebiet. 
Verwaltungstechnisch bilden die fünf Gemeinden des Val Comelico mit Sappada die Comunità montana Comelico e Sappada.
Die nördliche Gemeindegrenze umfasst den Kreuzbergpass, der nach Südtirol führt, sowie einen Teil des Karnischen Hauptkamms, der das Territorium mit Osttirol verbindet. Somit grenzt die Gemeinde im Nordwesten an Sexten sowie im Nordosten an das österreichische Kartitsch.

## Ortsteile
Die Gemeinde gliedert sich in vier Ortschaften / Fraktionen (frazioni); einen Kernort, der namensgleich mit dem der Gemeinde ist, gibt es – im Unterschied zu den meisten italienischen Gemeinden – hier nicht.
- Candide, wo sich die Gemeindeverwaltung befindet, ist der älteste Ort (1186 urkundlich erwähnt).
- Casamazzagno befindet sich in Hanglage oberhalb von Candide am Monte Spina mit steilen engen Gassen. Vom Platz an der barocken Kirche San Leonardo (16. Jahrhundert) eröffnet sich ein weites Panorama in das Gemeindegebiet.
- Dosoledo hat aufgrund von zwei Bränden 1857 und 1874 viel von seiner historischen Bausubstanz verloren; einige Rekonstruktionen in traditioneller Holzbauweise des Cadore oberhalb des Ortes vermitteln jedoch einen Eindruck des früheren Ortsbildes.
- Padola wurde ebenfalls nach einem Brand (1845) völlig erneuert und ist heute ein städtisch geprägtes Touristenzentrum. Das Museo della Cultura Alpina del Comelico vermittelt einen historischen Überblick über die Gemeinde.

Eine Sehenswürdigkeit des Dorfes Padola ist die Kirche St. Luca, die in den Jahren 1862–1869 im neoklassischen Stil erbaut wurde nach Plänen des Architekten Giuseppe Segusini (1801–1876). Die Übersetzung einer an der Kirche angebrachten Infotafel besagt: 
Die Chiesa di San Luca wurde in der Zeit von 1862 bis 1869 im neoklassizistischen Stil nach den Entwürfen des Architekten Giuseppe Seguisini gebaut. Die Stadt Padola verdankt diese Kirche ihren sehr großzügigen Einwohnern, die für die gesamten Baukosten ihrer Kirche alleine aufkamen und dafür große Opfer erbrachte.
Der Hauptaltar in der Apsis stammt aus einer älteren Kirche, die im Jahr 1890 zerstört wurde. Er besteht aus vergoldetem Holz, das Alter kennt man nicht, und vermutlich stammt er aus dem nahe gelegenen Pustertal. Bei den 3 Statuen handelt es sich um San Luca, San Giuseppe und San Fermo. Sie ersetzen die früheren zerstörten Gemälde.
Auf den Fresken des Malers de Lorenzi sind folgende Szenen zu sehen: "Das Pfingstfest" (Fresko in der Apsis), die 4 Kirchenväter (in der Kuppel des Kirchenchors), in der Hauptkuppel "die 4 Evangelisten" und "die Seligkeit der Heiligen". Vom Künstler de Lorenzi stammen auch die beiden großen Gemälde im Kirchenchor, auf denen folgende Szenen dargestellt sind: "die Geburt Jesu Christi" und "der 12-jährige Jesus beim Tempel".
Von höherem Kunstwert sind die beiden Gemälde des Malers Tomaso Da Rin an den Seitenaltären: auf dem einem sieht man die "allerseligste Jungfrau Maria vom Berg Carmel (Israel)", die dem Präsbyter San Simon Stock ein Schulterstück aus einem Gewand überreicht. Auf dem anderen Gemälde des Seitenaltars sieht man die Mitpatrone der Kirche: "Vater Silvestro" und  "Fermo, der Märthyrer".
Die 4 Statuen an den Seitenaltären sind jüngeren Datums (1955), es handelt sich um "die heilige Anna mit der Jungfrau, den "heiligen Giovanni Bosco" mit dem "heiligen Savio" auf der einen Seite, auf der anderen den "heiligen Pius X." und die "heilige Theresa vom Kind Jesu".
Die Orgel wurde im Jahr 1962 von der Orgelmanufaktur "Tamburini di Crema" (Giovanni Tamburini (1857–1942)) gebaut, sie besitzt 2 Klaviaturen und 2 Reihen Fußpedale. Außerdem zwei Gruppen Orgelpfeifen: eine hinter dem Altar, die andere vor der Haupteingangstür. Die Orgel hat 25 Hochdruckregister und ca. 20.000 Orgelpfeifen.
Hinzu kommen einige Weiler (borgate / località):
- Secco (borgata);
- Die borgata Sega Digon kam durch einen Anschlag des Befreiungsausschuss Südtirol (BAS) am 25. Juni 1967 in die Schlagzeilen. An der Cima Vallona wurde ein Strommast gesprengt; die zum Anschlagsort kommenden Alpini und Carabinieri gerieten in ein vom BAS gelegtes Minenfeld. Von den fünf Militärs überlebte nur einer.
- Sopalù ist eine borgata unterhalb von Candide.
- Die località Valgrande ist ein Kurzentrum aufgrund einer schwefelhaltigen Quelle.

## Mit der Gemeinde verbundene Persönlichkeiten
- Bartolomeo Gera (* in Candide 1601 oder 1603; † am 11. April 1681 in Feltre), Bischof von Feltre